# Сёренсен, Йёрн
Йёрн Сёренсен (дат. Jørn Sørensen; род. 17 октября 1936, Торс, Йёрринг) — датский футболист, полузащитник. Футбольный тренер. Серебряный призёр летних Олимпийских игр 1960 года.

## Клубная карьера
В 1956—1961 годах Йёрн Сёренсен играл за КБ в чемпионате Дании. В 1961 году полузащитник перешёл во французский «Мец». В чемпионате Франции 1961/62 датский футболист сыграл 21 матч и забил 1 гол, «Мец» занял 20 место в чемпионате и вылетел во второй дивизион. В 1962—1964 годах датский футболист играл во втором дивизионе Франции. В сезоне 1964/65 Йёрн сыграл 23 матча и забил 9 голов за «Гринок Мортон» в чемпионате Шотландии. В 1965 году футболист перешёл в один сильнейших клубов Шотландии «Рейнджерс» и одержал победу в кубке Шотландии. В 1966—1973 годах полузащитник играл за швейцарский футбольный клуб «Беллинцона».

## Сборная Дании
15 мая 1958 года полузащитник сыграл первый матч за сборную Дании с командой Нидерландских Антильских островов. Дания выиграла матч со счётом 3:2. Первый гол за сборную Йёрн забил 25 мая 1958 года в матче с Польшей, Дания выиграла матч со счётом 3:2. В 1960 году датский футболист сыграл 5 матчей и забил 1 гол на футбольном турнире летних Олимпийских игр в Риме, Дания проиграла в финале Югославии со счётом 1:3. С учётом матчей чемпионата Северной Европы и отборочных матчей чемпионата Европы Йёрн Сёренсен сыграл за сборную Дании 31 матч и забил 6 голов.

## Тренерская карьера
В 1971—1973 годах Йёрн Сёренсен был играющим тренером ФК «Беллинцона». В 1977—1979 годах он был главным тренером ФК «Беллинцона».

## Статистика

### Матчи Сёренсена за сборную Дании
| Матчи Сёренсена за сборную Дании | Матчи Сёренсена за сборную Дании | Матчи Сёренсена за сборную Дании | Матчи Сёренсена за сборную Дании | Матчи Сёренсена за сборную Дании | Матчи Сёренсена за сборную Дании                                  |
| -------------------------------- | -------------------------------- | -------------------------------- | -------------------------------- | -------------------------------- | ----------------------------------------------------------------- |
| №                                | Дата                             | Соперник                         | Счёт                             | Голы Сёренсена                   | Соревнование                                                      |
| 1                                | 15 мая 1958                      | Нидерландские Антильские острова | 3:2                              | —                                | Товарищеский матч                                                 |
| 2                                | 25 мая 1958                      | Польша                           | 3:2                              | 1                                | Товарищеский матч                                                 |
| 3                                | 29 июня 1958                     | Норвегия                         | 1:2                              | —                                | Чемпионат Северной Европы 1956—1959                               |
| 4                                | 14 сентября 1958                 | Финляндия                        | 4:1                              | —                                | Чемпионат Северной Европы 1956—1959                               |
| 5                                | 24 сентября 1958                 | ФРГ                              | 1:1                              | —                                | Товарищеский матч                                                 |
| 6                                | 15 октября 1958                  | Нидерланды                       | 1:5                              | —                                | Товарищеский матч                                                 |
| 7                                | 26 октября 1958                  | Швеция                           | 4:4                              | 1                                | Чемпионат Северной Европы 1956—1959                               |
| 8                                | 21 июня 1959                     | Швеция                           | 0:6                              | —                                | Чемпионат Северной Европы 1956—1959                               |
| 9                                | 18 августа 1959                  | Исландия                         | 1:1                              | —                                | Олимпийские игры 1960 (отбор)                                     |
| 10                               | 13 сентября 1959                 | Норвегия                         | 4:2                              | —                                | Олимпийские игры 1960 (отбор) Чемпионат Северной Европы 1956—1959 |
| 11                               | 23 сентября 1959                 | Чехословакия                     | 2:2                              | —                                | Чемпионат Европы 1960 (отбор)                                     |
| 12                               | 4 октября 1959                   | Финляндия                        | 4:0                              | —                                | Чемпионат Северной Европы 1956—1959                               |
| 13                               | 18 октября 1959                  | Чехословакия                     | 1:5                              | —                                | Чемпионат Европы 1960 (отбор)                                     |
| 14                               | 2 декабря 1959                   | Греция                           | 3:1                              | —                                | Товарищеский матч                                                 |
| 15                               | 6 декабря 1959                   | Болгария                         | 1:2                              | —                                | Товарищеский матч                                                 |
| 16                               | 26 мая 1960                      | Норвегия                         | 3:0                              | —                                | Чемпионат Северной Европы 1960—1963                               |
| 17                               | 3 июля 1960                      | Греция                           | 7:2                              | —                                | Товарищеский матч                                                 |
| 18                               | 27 июля 1960                     | Венгрия                          | 1:0                              | —                                | Товарищеский матч                                                 |
| 19                               | 10 августа 1960                  | Финляндия                        | 2:1                              | —                                | Чемпионат Северной Европы 1960—1963                               |
| 20                               | 26 августа 1960                  | Аргентина                        | 3:2                              | 1                                | Олимпийские игры 1960                                             |
| 21                               | 29 августа 1960                  | Польша                           | 2:1                              | —                                | Олимпийские игры 1960                                             |
| 22                               | 1 сентября 1960                  | Тунис                            | 3:1                              | —                                | Олимпийские игры 1960                                             |
| 23                               | 6 сентября 1960                  | Венгрия                          | 2:0                              | —                                | Олимпийские игры 1960                                             |
| 24                               | 10 сентября 1960                 | Югославия                        | 1:3                              | —                                | Олимпийские игры 1960                                             |
| 25                               | 23 октября 1960                  | Швеция                           | 0:2                              | —                                | Чемпионат Северной Европы 1960—1963                               |
| 26                               | 28 мая 1961                      | ГДР                              | 1:1                              | —                                | Товарищеский матч                                                 |
| 27                               | 18 июня 1961                     | Швеция                           | 1:2                              | —                                | Чемпионат Северной Европы 1960—1963                               |
| 28                               | 17 сентября 1961                 | Норвегия                         | 4:0                              | —                                | Чемпионат Северной Европы 1960—1963                               |
| 29                               | 20 сентября 1961                 | ФРГ                              | 1:5                              | —                                | Товарищеский матч                                                 |
| 30                               | 15 октября 1961                  | Финляндия                        | 9:1                              | 3                                | Чемпионат Северной Европы 1960—1963                               |
| 31                               | 5 ноября 1961                    | Польша                           | 0:5                              | —                                | Товарищеский матч                                                 |

Итого: 31 матч / 6 голов; 16 побед, 5 ничьих, 10 поражений.

## Достижения
- Серебряный призёр летних Олимпийских игр: 1960
- Кубок Шотландии: 1966